# Gira ¿Dónde bailarán las niñas?
La Gira ¿Dónde bailarán las niñas? es una serie de conciertos realizados por la cantante mexicana Ximena Sariñana para promocionar su disco ¿Dónde bailarán las niñas?.

## Historia
Esta gira comenzó en Mixquiahuala, México.

## Lista de canciones
| Gira No Voy A Decir Que No |                                 |                            |          |  |
| N.º                        | Título                          | Original álbum             | Duración |  |
| 1.                         | «Introducción»                  |                            |          |  |
| 2.                         | «Parar a tiempo»                | No todo lo puedes dar      |          |  |
| 3.                         | «Que seas tú»                   | ¿Dónde bailarán las niñas? |          |  |
| 4.                         | «¿Qué tiene?»»                  | ¿Dónde bailarán las niñas? |          |  |
| 5.                         | «No sé»                         | ¿Dónde bailarán las niñas? |          |  |
| 6.                         | «La vida no es fácil»           | No todo lo puedes dar      |          |  |
| 7.                         | «Si tú te vas»                  | ¿Dónde bailarán las niñas? |          |  |
| 8.                         | «Pueblo abandonado»             | ¿Dónde bailarán las niñas? |          |  |
| 9.                         | «Todo en mi vida»               | ¿Dónde bailarán las niñas? |          |  |
| 10.                        | «Las huellas»                   | Amarte duele               |          |  |
| 11.                        | «Aire soy»                      | Papitwo                    |          |  |
| 12.                        | «Fácil de amar»                 | ¿Dónde bailarán las niñas? |          |  |
| 13.                        | «Monitor»                       | Mediocre                   |          |  |
| 14.                        | «Cobarde»                       | ¿Dónde bailarán las niñas? |          |  |
| 15.                        | «No vuelvo más»                 | Mediocre                   |          |  |
| 16.                        | «Sin ti no puede estar tan mal» | No todo lo puedes dar      |          |  |
| 17.                        | «Mis sentimientos»              | Cómo te voy a olvidar      |          |  |
| 18.                        | «Vidas paralelas»               | Mediocre                   |          |  |

## Fechas de la gira
| Número               | Fecha                    | Ciudad               | País                 | Recinto                                                      |                      |
| Primera etapa (2019) | Primera etapa (2019)     | Primera etapa (2019) | Primera etapa (2019) | Primera etapa (2019)                                         | Primera etapa (2019) |
| Norteamérica         | Norteamérica             | Norteamérica         | Norteamérica         | Norteamérica                                                 | Norteamérica         |
| -------------------- | ------------------------ | -------------------- | -------------------- | ------------------------------------------------------------ | -------------------- |
| 1                    | 2 de marzo de 2019       | Mixquiahuala         | México               | Carnaval Mixquiahuala                                        |                      |
| 2                    | 9 de marzo de 2019       | Irapuato             | México               | Gran Feria de las Fresas 2019                                |                      |
| 3                    | 13 de marzo de 2019      | Austin               | Estados Unidos       | The Speakeasy (SXSW 2019 - Latín Rock Showcase)              |                      |
| 4                    | 16 de marzo de 2019      | Ciudad de México     | México               | Festival Vive Latino                                         |                      |
| 5                    | 17 de marzo de 2019      | Tehuacán             | México               | Festival Internacional de Tehuacán "Arte y tradición"        |                      |
| 6                    | 22 de marzo de 2019      | Monterrey            | México               | Pal Norte                                                    |                      |
| 7                    | 30 de marzo de 2019      | San José             | Costa Rica           | Festival Grito Latino                                        |                      |
| 8                    | 4 de abril de 2019       | Bogotá               | Colombia             | Armando Music Hall                                           |                      |
| 9                    | 5 de abril de 2019       | Bogotá               | Colombia             | Festival Estéreo Picnic                                      |                      |
| 10                   | 7 de abril de 2019       | Lima                 | Perú                 | Sala Raimondi                                                |                      |
| 11                   | 1 de mayo de 2019        | Ciudad de México     | México               | "100 x Vuela" (Palmares Azotea-Concietro acústico)           |                      |
| 12                   | 9 de mayo de 2019        | Buenos Aires         | Argentina            | Niceto Club                                                  |                      |
| 13                   | 11 de mayo de 2019       | Santiago             | Chile                | Club Amanda                                                  |                      |
| 14                   | 21 de mayo de 2019       | Colima               | México               | Festival Internacional Del Volcán                            |                      |
| 15                   | 24 de mayo de 2019       | Puebla               | México               | Complejo Cultural Universitario                              |                      |
| 16                   | 1 de junio de 2019       | Teopanzolco          | México               | Centro Cultural                                              |                      |
| 17                   | 7 de junio de 2019       | San Luis Potosí      | México               | Plaza de toros                                               |                      |
| 18                   | 8 de junio de 2019       | Guadalajara          | México               | Teatro Diana                                                 |                      |
| 19                   | 15 de junio de 2019      | Manchester           | Estados Unidos       | Bonnaroo Music & Arts Festival                               |                      |
| 20                   | 27 de junio de 2019      | Ciudad de México     | México               | Auditorio Nacional                                           |                      |
| 21                   | 29 de junio de 2019      | Madrid               | España               | Real Jardín Botánico Alfonso XIII (Noches del Botánico 2019) |                      |
| 22                   | 1 de julio de 2019       | Gijón                | España               | Festival Metrópoli Gijón                                     |                      |
| 23                   | 4 de julio de 2019       | Torrelavega          | España               | Festival "Música en Grande"                                  |                      |
| 24                   | 6 de julio de 2019       | Madrid               | España               | Orgullo de Madrid (Plaza de las Reinas)                      |                      |
| 25                   | 10 de julio de 2019      | Nueva York           | Estados Unidos       | LAMC 2019                                                    |                      |
| 26                   | 20 de julio de 2019      | Oaxaca               | México               | Feria Guelaguetza                                            |                      |
| 27                   | 26 de julio de 2019      | Querétaro            | México               | Festival Maxei (Plaza Fundadores)                            |                      |
| 28                   | 2 de agosto de 2019      | Monterrey            | México               | Showcenter Complex                                           |                      |
| 29                   | 11 de agosto de 2019     | Coronango            | México               | Teatro del Pueblo                                            |                      |
| 30                   | 29 de agosto de 2019     | Detroit              | Estados Unidos       | Saint Andrew's Hall                                          |                      |
| 31                   | 30 de agosto de 2019     | Wisconsin            | Estados Unidos       | Los Dells 2019 Festival                                      |                      |
| 32                   | 31 de agosto de 2019     | Wisconsin            | Estados Unidos       | Los Dells 2019 Festival                                      |                      |
| 33                   | 26 de septiembre de 2019 | Tucson               | Estados Unidos       | Rialto Theatre                                               |                      |
| 34                   | 27 de septiembre de 2019 | Phoenix              | Estados Unidos       | Crescent Ballroom                                            |                      |
| 35                   | 28 de septiembre de 2019 | Pasadena             | Estados Unidos       | Tastes & Sounds Fall Crawl                                   |                      |
| 36                   | 6 de octubre de 2019     | Austin               | Estados Unidos       | Austin City Limits Music Festival                            |                      |
| 37                   | 12 de octubre de 2019    | Puebla               | México               | Tecate Comuna                                                |                      |
| 38                   | 15 de octubre de 2019    | Mexicali             | México               | Fiestas del Sol                                              |                      |
| 39                   | 26 de octubre de 2019    | Mérida               | México               | (Parú Paró) Hacienda El Triunfo                              |                      |
| 40                   | 30 de octubre de 2019    | Ciudad de México     | México               | Foro 1 Totalplay                                             |                      |
| 41                   | 1 de noviembre de 2019   | Houston              | Estados Unidos       | White Oak Music Hall                                         |                      |
| 42                   | 2 de noviembre de 2019   | McAllen              | Estados Unidos       | Catrina Music Fest                                           |                      |
| 43                   | 4 de noviembre de 2019   | San Antonio          | Estados Unidos       | Paper Tiger                                                  |                      |
| 44                   | 5 de noviembre de 2019   | Dallas               | Estados Unidos       | House of Blues                                               |                      |
| 45                   | 9 de noviembre de 2019   | Hermosillo           | México               | Tecate Sonoro 2019                                           |                      |
| 46                   | 21 de noviembre de 2019  | Los Ángeles          | Estados Unidos       | El Rey Theatre                                               |                      |
| 47                   | 22 de noviembre de 2019  | San Diego            | Estados Unidos       | Wonderfront Festival                                         |                      |
| 48                   | 23 de noviembre de 2019  | Santa Ana            | Estados Unidos       | Constellation Room                                           |                      |
| 49                   | 25 de noviembre de 2019  | San José             | Estados Unidos       | The Ritz                                                     |                      |
| 50                   | 26 de noviembre de 2019  | San Francisco        | Estados Unidos       | Great American Music Hall                                    |                      |